# Puerto Viejo (Uruguay)
Puerto Viejo es un pequeño balneario ubicado en el departamento de Río Negro (Uruguay) a orillas del río Uruguay.

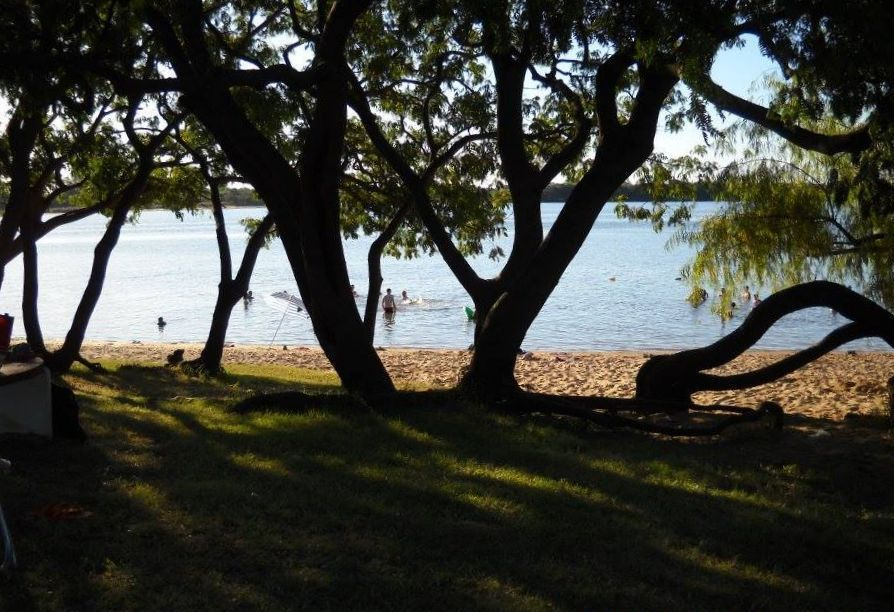
Puerto Viejo

## Generalidades
Este balneario ha sido incluido hace algunos años en el Sistema Nacional de Áreas Protegidas (SNAP) de Uruguay.  Además, el Ministerio de Turismo, con el aval del LATU, le ha otorgado en varias ocasiones el sello de "Playa Natural Certificada".

## Ubicación
Puerto Viejo se encuentra a 5 km de San Javier y aproximadamente a 50 km de la ciudad de Paysandú.

## Historia
Puerto Viejo es el lugar sobre el río Uruguay en el que desembarcaron los inmigrantes rusos que fundaron la colonia San Javier. El primer grupo arribó allí el 27 de julio de 1913.

## Entorno Natural
El balneario se encuentra inmerso en el parque nacional Esteros de Farrapos, una de las reservas naturales más importantes del país. Está rodeado de monte indígena. Presenta, además, una amplia variedad de aves, unas 240 especies, y peces, como dorados, bogas, bagres y patíes, lo que da lugar a actividades turísticas como la pesca y el avistamiento de aves. El alto grado de preservación de la naturaleza de este lugar es su principal atractivo. 

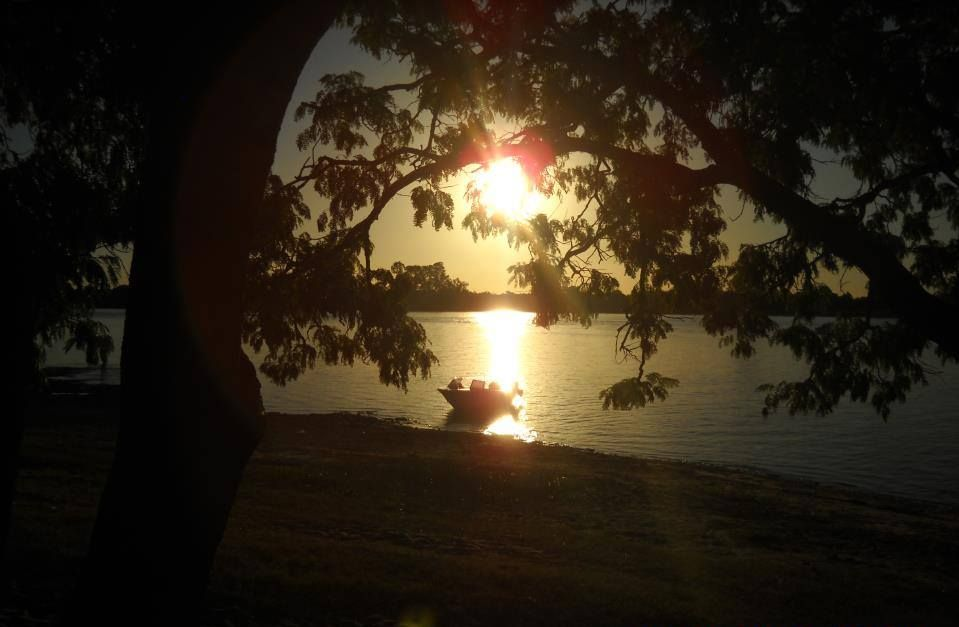
Atardecer en Puerto Viejo

## Servicios
El principal lugar de alojamiento para turistas es un camping que se encuentra dentro de un área de monte silvestre. Ocupa 6 hectáreas y cuenta con 280 parcelas con parrilleros e instalaciones con duchas de agua caliente. Incluye, además, lugares de recreo como una pequeña plaza con juegos infantiles, canchas de fútbol y voleibol, y otros servicios como un muelle y una bajada de botes.
También hay moteles y un parador, que, además de los platos comunes, ofrece una serie de comidas típicas de la cocina rusa, entre las que se encuentran Shashlik, Varenyky y Piroj.

## Turistas
La mayoría de los turistas llegan desde las localidades de San Javier, Young y Paysandú. Paradójicamente, Puerto Viejo es visitado incluso por turistas europeos, atraídos principalmente por el entorno natural, la tranquilidad del lugar y el ecoturismo; mientras que permanece desconocido para la mayoría de los uruguayos, excepto para rionegrenses y sanduceros. Por esta razón, se lo ha caracterizado como "paraíso escondido en el río Uruguay". Sin embargo, el número de turistas aumenta año a año.